# Pseudomeloe sexguttatus
Pseudomeloe sexguttatus is een keversoort uit de familie van oliekevers (Meloidae). De wetenschappelijke naam van de soort is voor het eerst geldig gepubliceerd in 1891 door Sharp in Whymper.